# Togaricrania bifasciata
Togaricrania bifasciata är en insektsart som först beskrevs av Sohi 1977.  Togaricrania bifasciata ingår i släktet Togaricrania och familjen dvärgstritar. Inga underarter finns listade i Catalogue of Life.